# Metojia

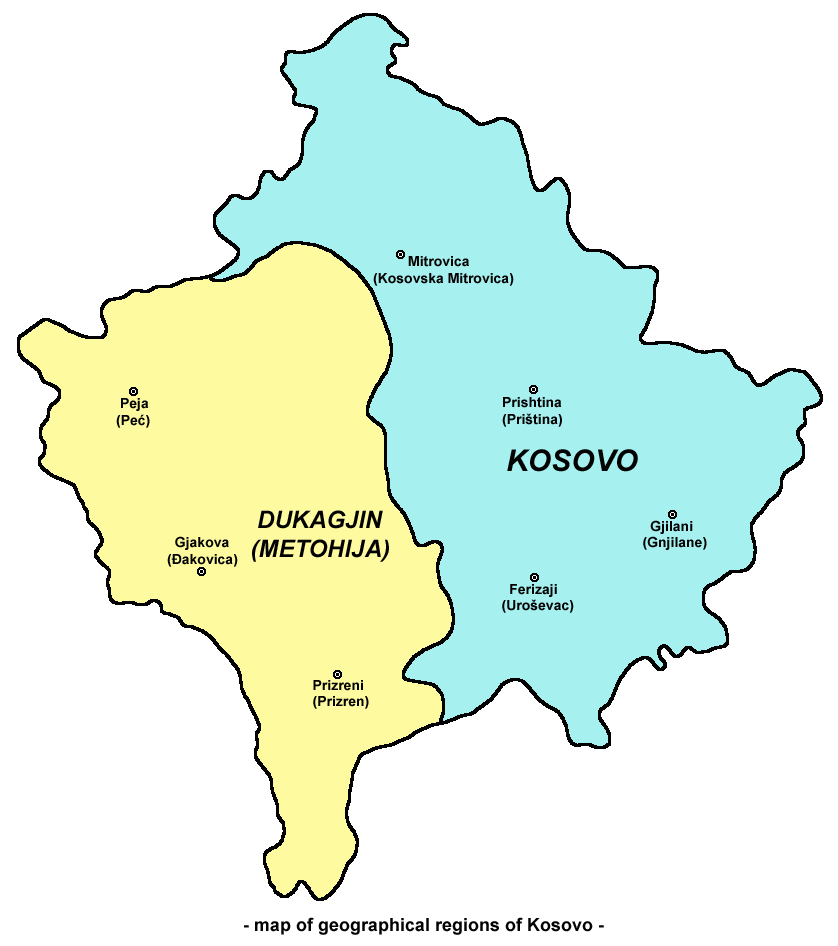
Mapa de Metojia dentro de Kosovo. Están señaladas las ciudades más grandes.

Metojia o Metoquia (en serbocroata: Метохија/Metohija, albanés: Rrafshi i Dukagjinit) es el nombre de la región que cubre la parte sudoeste de  Kósovo. También es parte de la región geográfica de Dukagjini.

## Nombre
Metojia significa la «tierra poseída y gobernada por los monasterios» o simplemente «tierra de la iglesia». El término es de origen griego y deriva del nombre medieval para la tierra del monasterio dada a los monasterios ortodoxos por las leyes serbias. En albanés el área se llama Rrafshi i Dukagjinit y significa la meseta de duque Gjin, llamada así debido a las posesiones de tierra de un noble medieval albanés.

## Geografía
Metojia tiene una anchura máxima de 23 kilómetros y cerca de 60 kilómetros de largo, tiene una altitud media de 550 metros. Su río principal es el Drin Blanco. Está rodeado por las montañas Mokra Gora al norte y noroeste, Prokletije al oeste, Pastrik al sudoeste, el monte Šar al sur y al sureste, y el monte Drenica, que lo separa del resto de Kosovo al este y al noreste.
La división geográfica entre Metohija y Kosovo causa diferencias entre la flora y fauna de las dos regiones. Metohija tiene la influencia característica del mediterráneo, siendo la región con mayor número de especies mediterráneas de toda Serbia, mientras que las de Kosovo apenas se diferencian de las del resto de Serbia.
El suelo de Metojia es fértil, apto para la labranza, con muchos ríos pequeños que proporcionan el agua para la irrigación, que debido al clima favorecen las cosechas. A excepción de los cereales, son cultivables especies mediterráneas como los viñedos, frutales, castaños y almendros.

## Ciudades
Las ciudades más importantes de Metojia son: 
- Prizren
- Đakovica
- Peć
- Istok
- Orahovac
- Dečani

## Historia
- Datos: Q818606
- Multimedia: Metohija / Q818606